# Nephepeltia berlai
Nephepeltia berlai är en trollsländeart som beskrevs av Santos 1950. Nephepeltia berlai ingår i släktet Nephepeltia och familjen segeltrollsländor. Inga underarter finns listade i Catalogue of Life.